# Renate Pirling
Renate Pirling (* 24. August 1929 in Nürtingen; †  24. Juni 2022 in Tübingen) war eine deutsche Ur- und Frühgeschichtlerin. Sie war Direktorin des Museumszentrums Burg Linn in Krefeld am Niederrhein.

## Leben
Renate Pirlings Vater war der Nürtinger Architekt Alfred Pirling. Sie studierte zunächst an der Universität Tübingen Germanistik und Kunstgeschichte, bevor sie zur Ur- und Frühgeschichte wechselte und 1954 an der Universität München mit der Arbeit Die mittlere Bronzezeit in Württemberg promoviert wurde.
1955 begann sie als junge Wissenschaftlerin ihre berufliche Karriere im Museumszentrum Burg Linn in Krefeld. Nach dem Tod des bisherigen Museumsdirektors Albert Steeger wurde sie 1961 zu dessen Nachfolgerin gewählt. Ihre Funktion als Museumsdirektorin übte sie bis zu ihrer Pensionierung im Jahr 1994 aus. Seit 1959 führte sie Grabungen im römisch-fränkischen Gräberfeld von Gelduba in Krefeld-Gellep durch. Hier legte sie rund 6000 Gräber aus der Zeit zwischen dem 1. und 8. Jahrhundert frei. Das wichtigste davon ist das 1962 freigelegte fränkische Fürstengrab des Arpvar von Krefeld-Gellep. Für ihre wissenschaftlichen Verdienste wurde ihr 1995 der Professorentitel verliehen.

## Schriften
- Ein fränkisches Fürstengrab aus Krefeld-Gellep. In: Germania 42, 1964, S. 188–216
- mit Otto Doppelfeld: Fränkische Fürsten im Rheinland. (= Schriften des Rheinischen Landesmuseums Bonn, Band 2) Düsseldorf 1966
- Das römisch-fränkische Gräberfeld von Krefeld-Gellep. Steiner, Berlin 1974, (= Germanische Denkmäler der Völkerwanderungszeit Serie B, Die fränkischen Altertümer des Rheinlandes Band 8)
- Die Ausgrabungen in Krefeld-Gellep. In: Ausgrabungen im Rheinland ‘77. Rheinland-Verlag Köln, Bonn 1978, S. 136–140
- Das römisch-fränkische Gräberfeld von Krefeld-Gellep. de Gruyter, Berlin 1979, (= Germanische Denkmäler der Völkerwanderungszeit Serie B, Die fränkischen Altertümer des Rheinlandes Band 10)
- Römer und Franken in Krefeld-Gellep. Zabern, Mainz 1986, ISBN 3-8053-0893-0
- Neue Ausgrabungen auf den Gräberfeldern von Krefeld-Gellep. In: Dörfer und Städte. Ausgrabungen im Rheinland 1985/86. Rheinland-Verlag Köln, Bonn 1987, S. 57–60
- Krefeld-Gellep. Die Gräberfelder. In: Heinz-Günter Horn (Hrsg.): Die Römer in Nordrhein-Westfalen. Lizenzausgabe der Auflage von 1987. Nikol, Hamburg 2002, ISBN 3-933203-59-7, S. 534–536
- Das römisch-fränkische Gräberfeld von Krefeld-Gellep. Steiner, Stuttgart 1989, (= Germanische Denkmäler der Völkerwanderungszeit Serie B, Die fränkischen Altertümer des Rheinlandes Band 13)
- mit Margareta Siepen: Das römisch-fränkische Gräberfeld von Krefeld-Gellep 1975–1982. Steiner, Wiesbaden 1997, ISBN 3-515-06916-X, (= Germanische Denkmäler der Völkerwanderungszeit Serie B, Die fränkischen Altertümer des Rheinlandes Band 17)
- mit Margareta Siepen: Das römisch-fränkische Gräberfeld von Krefeld-Gellep 1983–1988. Steiner, Stuttgart 2000, ISBN 3-515-07453-8, (= Germanische Denkmäler der Völkerwanderungszeit Serie B, Die fränkischen Altertümer des Rheinlandes Band 18)
- mit Margareta Siepen: Das römisch-fränkische Gräberfeld von Krefeld-Gellep 1989–2000. Steiner, Stuttgart 2003, ISBN 3-515-07974-2, (= Germanische Denkmäler der Völkerwanderungszeit Serie B, Die fränkischen Altertümer des Rheinlandes Band 19)
- mit Margareta Siepen: Die Funde aus den römischen Gräbern von Krefeld-Gellep: Katalog der Gräber 6348–6361. Steiner, Stuttgart 2006, ISBN 978-3-515-08891-6, (= Germanische Denkmäler der Völkerwanderungszeit Serie B, Die fränkischen Altertümer des Rheinlandes Band 20)